# Estádio Moisés Lucarelli
Das Estádio Moisés Lucarelli ist ein Fußballstadion in der brasilianischen Stadt Campinas. Es bietet Platz für 19.722 Zuschauer und dient dem Verein AA Ponte Preta als Heimstätte.

## Geschichte

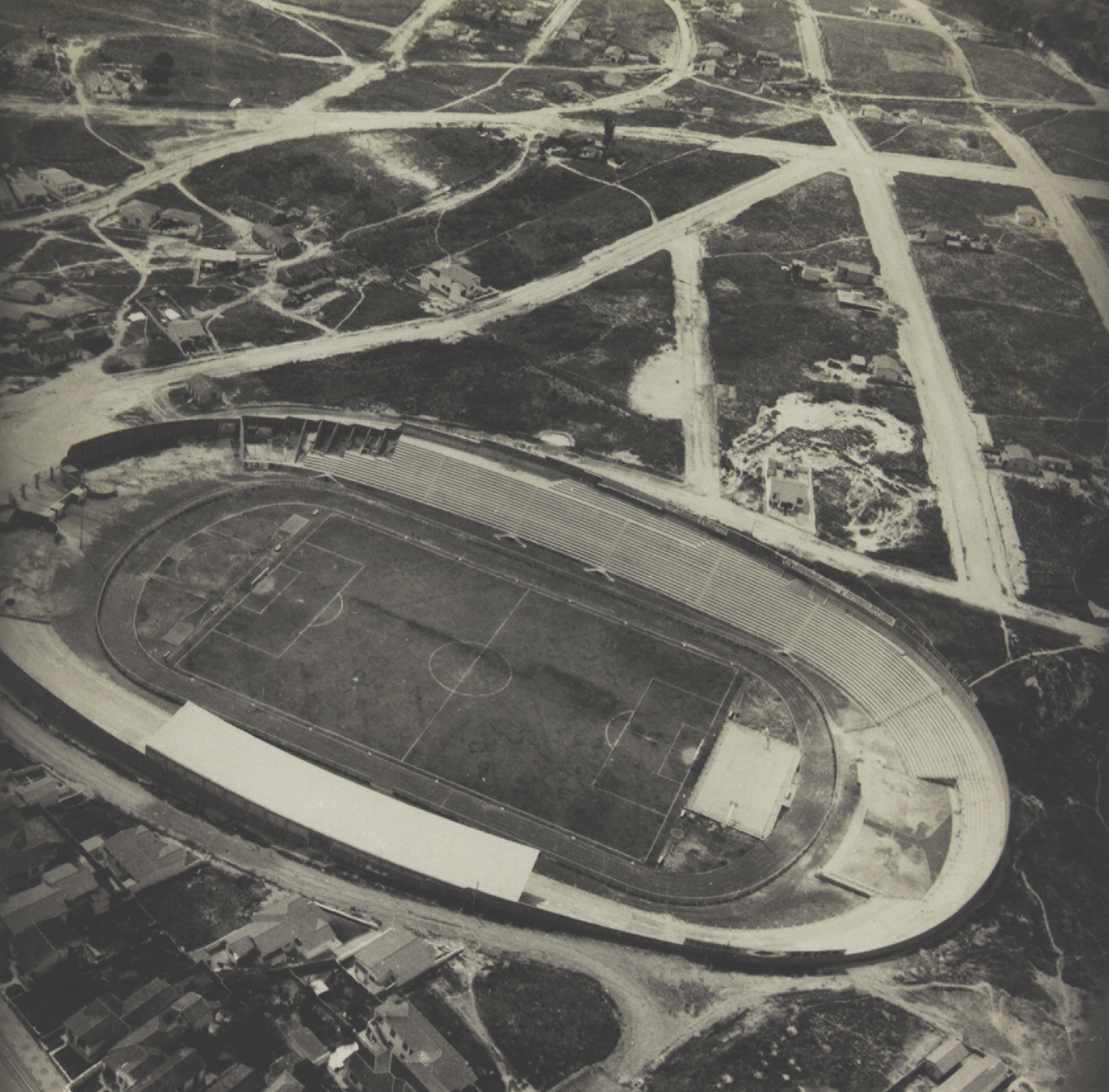
Luftaufnahme von Ponte Preta Stadium noch im Bau.

Das Estádio Moisés Lucarelli in Campinas, einer Stadt mit knapp über einer Million Einwohnern, wurde in den Jahren 1944 bis 1948 erbaut und am 12. September 1948 eröffnet. Zum ersten Spiel im neuen Stadion trafen sich AA Ponte Preta und EC XV de Novembro (Piracicaba) zu einem Freundschaftsspiel, das mit einem 3:0-Erfolg der Gastmannschaft endete. Zum Zeitpunkt der Fertigstellung des Stadions bot es Platz für 35.000 Menschen und war damit nach dem Morumbi in São Paulo und de Estádio São Januário in Rio von CR Vasco da Gama das drittgrößte der Nation und erwarb sich damit den Beinamen Majestoso. 
Die Zuschauerzahl wurde im Jahre 2005 im Rahmen von Renovierungsarbeiten vor allem zu Gunsten der Sicherheit im Stadion auf die noch heute gültigen 19.722 Zuschauerplätze herabgesetzt. Die Rekordkulisse im Estádio Moisés Lucarelli wurde erreicht, als am ersten Februar 1978 der brasilianische Spitzenverein FC São Paulo in Campinas gastierte und 37.274 Schaulustige den 3:1-Erfolg des FC São Paulo verfolgten. 
Das Estádio Moisés Lucarelli wird seit seiner Fertigstellung im Jahr 1948 vom örtlichen Verein AA Ponte Preta als Austragungsort für Heimspiele im Fußballsport genutzt. Der 1900 gegründete Verein kann als größten Erfolg bisher den zweifachen Gewinn der Staatsmeisterschaft von São Paulo, allerdings nur im Juniorenbereich, aufweisen. Dies gelang in den Jahren 1981 und 1982. Im Ligabetrieb ist AA Ponte Preta gegenwärtig in der erstklassigen Série A zu finden, nachdem in der Série B der Saison 2011 der dritte Rang belegt wurde, was zum Aufstieg in die Erstklassigkeit berechtigte. Neben AA Ponte Preta trägt noch ein zweiter Verein seine Heimspiele im Estádio Moisés Lucarelli aus. Der 2007 gegründete Klub Red Bull Brasil spielt aber gegenwärtig nicht in oberen Ligen des brasilianischen Fußballs.
Das Stadion von AA Ponte Preta ist benannt nach Moysés Lucarelli (1900–1978), einem großen Förderer des Vereins sowie Initiator und Organisator des Baus. Es ist eines der wenigen Stadien in Brasilien, das durch die Fans des Vereins errichtet wurde. Nach der Fertigstellung des Bauwerkes wollte Lucarelli zunächst nicht, dass das Stadion nach ihm benannt ist. Doch während einer Reise nach Argentinien gab man dem Stadion von Ponte Preta den Namen Estádio Moisés Lucarelli.

## Zukunftspläne
AA Ponte Preta plant, für die Zukunft ein neues Stadion in Campinas zu errichten. Es soll den Namen Arena Ponte Preta erhalten und Platz für zirka 30.000 Menschen bieten. Wann die Bauarbeiten an dem neuen Stadionprojekt starten sollen, ist noch nicht bekannt.